# BS-TBSニュース
『BS-TBSニュース』（ビーエスティービーエス - ）は、BS-TBSで2010年度から放送されているスポットニュース。

## 概要
開局10周年を迎えたBS-TBSが、放送のリニューアルの一環として、2010年4月5日放送開始。かつての『JNNモーニング』からの流れで平日朝7時台に放送してきたが、2013年10月1日より早朝4時台に変更し、タイトルも『朝一番BS-TBSニュース』に変更。
TBSニュースバードでは『あさいちニュース』（2013年9月まで）→『ミッドナイトニュース』（2013年10月以降）というタイトルで放送されている。
2013年度まで、年度上半期（4-10月）は、TBSと提携しているアメリカCBSのニュースワイド番組『CBSイブニングニュース』を月曜朝を除き7:30-8:00に同時放送（同時翻訳。現地がCMに当たっている時間帯は、お天気カメラか、TBS NEWSのスタジオから国内ニュースを放送）していたが、放送時間の移設に伴いこの年限りで終わりとなった（CSのニュースバードでは継続）。
2023年4月現在、ニュースの映像は、『news23』または『THE TIME, 』で放送したものを使用する。

## 出演者
※以下の出演者（2010年4月時点）は、TBS NEWSと一部のJNN系列局で早朝に放送されている『さきどりニュース&天気』と共通。黒塚キャスターが降板した2013年4月以降は、TBS NEWSの10人のキャスターが交代で担当している。
- 黒塚まや（全曜日出演。事実上のメインキャスター）
- 田中美都子（月曜担当）
- 金子由実（火曜担当）
- 笹岡樹里（水曜担当）
- 草野真梨子（木曜担当）
- 深津瑠美（金曜担当）
- 弓木春奈（月・火曜の気象担当）
- 知念有美（水 - 金曜の気象担当）

## 放送時間

### 2013年10月以降
- 月 - 土曜日…4:00 - 4:45

※月曜早朝は、Jリーグの中継録画のため休止する場合あり。
※マスターズオープンゴルフの期間内、および正月三ヶ日の期間内は原則として放送休止。
※BS-TBS4K開局後も従前通りBS-TBS（2K）でのみの放送となっている（2K・4Kのサイマル放送は実施していない）。

### 2013年9月まで
3月 - 10月
- 月曜日…7:00 - 8:00
- 火 - 金曜日…7:00 - 7:30（7:30からの30分間はCBSイブニングニュースを放送）

10月 - 3月
- 月 - 金曜日…7:00 - 8:00

※ただし、韓流ドラマの集中放送やスポーツ中継などにより、放送が休止される場合あり。なお、2013年10月以降の朝7時台は韓流ドラマの放送枠に完全に変更された。